# Буїра
Буїра (араб. البويرة, кабіл. Tuviret, Tubiret, ⵜⵓⴱⵉⵔⴻⵜ, фр. Bouira) — місто на півночі Алжиру, адміністративний центр однойменного вілаєту.

## Загальна інформація
В перекладі на українську — Малі Криниці. Розміщене південно-західніше географічного регіону Кабілія, за 40 км південно-західніше Тізі-Узу та 93 км південно-східніше Алжиру. Регіон навколо міста охоплений хребтами та долинами гірського масиву Тель-Атлас. Входить до аграрного регіону, в основному вирощують маслини та зернові культури. У місті функціонує Університет імені Аклі Моханд Улхаджа.

## Населення
| 1880 | 1884 | 1954  | 1966  | 1987  | 1998  | 2008  |
| ---- | ---- | ----- | ----- | ----- | ----- | ----- |
| 1227 | 2312 | 18174 | 30994 | 53065 | 75086 | 88801 |

## Міста-побратими
- Рубе